# 孔药花属
孔药花属（学名：Porandra）是鸭跖草科下的一个属。该属共有孔药花（Porandra ramosa）等2种，分布于中国云南、广西。